# Parco degli Acquedotti

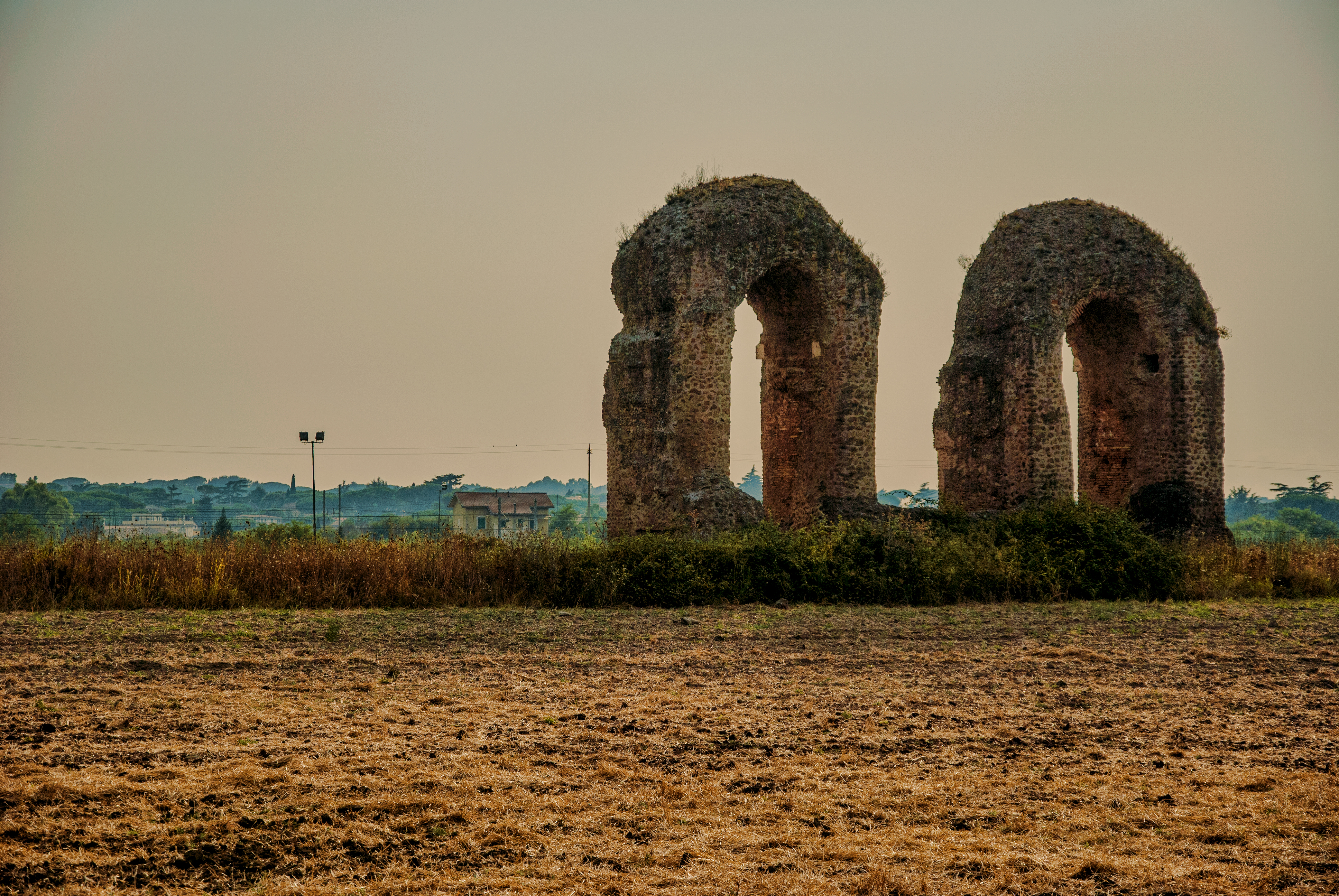
Park der Aquädukte im Jahr 2015

Der Parco degli Acquedotti, deutsch Park der Aquädukte, auch Parco dei 7 Acquedotti, deutsch Park der sieben Aquädukte, ist eine 240.000 m² große Grünfläche im Munizipio VII von Rom, die zum Parco Regionale dell'Appia antica, deutsch Regionalpark Via Appia Antica, gehört. Der Name leitet sich ab von den Überresten sieben römischer Aquädukte, die sich auf dem Gelände befinden.

## Geschichte
Der Park wurde erstmals im Richtplan von 1965 als Grünfläche ausgeschieden und wurde in den 1970er Jahren enteignet sowie von informellen Siedlungen befreit. Obwohl vorgesehen war, nach der Räumung des Geländes die baulichen Überreste der Aquädukte zu sanieren, blieb vorerst alles beim Alten und es entstanden wieder neue informelle Siedlungen. 1986 wurde angesichts des schlechten Zustandes der Überreste und der drohenden Überbauung des Geländes die Bürgerinitiative Comitato per la salvaguardia del Parco degli Acquedotti e di Roma Vecchia, deutsch Verein zum Schutz des Parco degli Acquedotti und des alten Roms, gegründet. Mit Unterstützung einiger Intellektueller erreichte die Bürgerinitiative, dass der Park 1988 dem Parco regionale dell'Appia antica angegliedert wurde.  2011 wurde die Marrana Mariana wieder in Stand gesetzt.

## Objekte
Auf dem Gelände des Parks sind folgende archäologischen Überreste zu finden:
- Arkaden der Aquädukte Aqua Claudia und  Anio Novus. Beide Aquädukte wurden unter Kaiser Caligula 38 n. Chr.[3] begonnen und unter Kaiser Claudius 52 n. Chr.[4] beendet.
- Arkaden des Aquädukts Acqua Felice, welche vom Papst Sixtus V. zwischen 1585 und 1590 gebaut wurde. Dabei wurde ein Teil der Aqua Marcia zerstört, so dass heute davon nur noch wenige Reste zu sehen sind.
- Campo Barbarico, deutsch Barbarenlager, ein Gelände, das von den beiden sich zweimal überkreuzenden Aquädukten Aqua Claudia und Aqua Marcia eingeschlossen ist und 539 vom Ostgoten-König Witichis während der Belagerung von Rom als befestigtes Heereslager genutzt wurde.
- Bahnwärterhaus Sellaretto der alten Bahnstrecke Rom-Ceprano aus dem Jahre 1862
- Casale di Roma Vecchia, deutsch Haus des alten Roms, ein Gutshof aus dem 13. Jahrhundert, das eine Sammlung von Gegenständen beherbergt, die bei Ausgrabungen im 18. Jahrhundert gefunden wurden.[5]
- Mühlkanal Marrana, der durch Acqua Mariana versorgt wird, welche von Papst Callisto II im Jahre 1122 errichtet wurde
- Tomba dei Cento Scalini, deutsch Grab der hundert Stufen, ein Hypogäum aus dem 2. Jahrhundert[6]
- Tor Fiscale, deutsch Zollturm, ein 30 m hoher Turm aus dem Mittelalter an der Kreuzung der beiden Aquädukte Aqua Claudia und Aqua Marcia
- Villa dei Sette Bassi, nach der Villa der Quintilier die zweitgrößte Villa in den Vororten Roms, die einem Konsul oder Präfekt mit dem Namen Septimius Bassus zugeschrieben wird.
- Villa delle Vignacce, deutsch Villa der Weinberge, die Quintus Servilius Pudens zugeschrieben wird.